# Championnats d'Afrique de VTT 2017
Navigation
Édition précédente Édition suivante
Les Championnats d'Afrique de VTT 2017 ont lieu du 9 au 14 mai 2017, à Bel Ombre à Maurice.

## Résultats

### Cross-country
| Épreuves               | Or               | Argent            | Bronze            |
| ---------------------- | ---------------- | ----------------- | ----------------- |
| Hommes élites          | Alan Hatherly    | Stuart Marais     | Yannick Lincoln   |
| Hommes moins de 23 ans | Tristan de Lange | Tumelo Makae      | Henry Liebenberg  |
| Hommes juniors         | Rossouw Bekker   | Pieter du Toit    | Alex Miller       |
| Femmes élites          | Michelle Vorster | Aurélie Halbwachs | Likeleli Masitise |
| Femmes moins de 23 ans | Skye Davidson    |                   |                   |

### Cross-country marathon
| Épreuves      | Or                | Argent          | Bronze         |
| ------------- | ----------------- | --------------- | -------------- |
| Hommes élites | Arno Du Toit      | Yannick Lincoln | Adil Jelloul   |
| Femmes élites | Aurelie Halbwachs | Skye Davidson   | Pauline Toulet |